# Medina winthemi
Medina winthemi är en tvåvingeart som beskrevs av Robineau-desvoidy 1830. Medina winthemi ingår i släktet Medina och familjen parasitflugor.
Artens utbredningsområde är Tyskland. Inga underarter finns listade i Catalogue of Life.